# Baunatal
Baunatal è una città tedesca di 28 339 abitanti, situata nel Land dell'Assia.
Non esiste alcun centro abitato con tale denominazione; si tratta pertanto di un comune sparso.

## Geografia fisica
È attraversata, nel suo sobborgo di Guntershausen, dalla Fulda.

### Esplicative
1. ↑  Letteralmente: «valle della Bauna».

### Bibliografiche
1. 1 2  Ente statistico d'Assia - Dati sulla popolazione